# خالده خرسند
خالده خرسند، (زاده کابل) نویسنده، فعال حقوق بشر و حقوق زنان اهل افغانستان است. وی هم‌اکنون ساکن کشور کانادا است.

## زندگی و فعالیت‌ها
وی متولد هرات، افغانستان است. به‌گفته خودش از ۱۴ سالگی به‌صورت مخفیانه با سازمان‌های حقوق بشری در افغانستان همکار می‌کرده و همچنین به خواندن درس می‌پرداخته‌است.